# Argostemma debile
Argostemma debile är en måreväxtart som beskrevs av Henry Nicholas Ridley. Argostemma debile ingår i släktet Argostemma och familjen måreväxter. Inga underarter finns listade i Catalogue of Life.